# Ophioctenella
Ophioctenella is een geslacht van slangsterren uit de familie Ophiuridae.

## Soorten
- Ophioctenella acies Tyler, Paterson, Sibuet, Guille, Murton & Segonzac, 1995